# Kodakgallery.com-Sierra Nevada
Kodakgallery.com-Sierra Nevada Brewing Co. war ein US-amerikanisches Radsportteam.
Die Mannschaft wurde 2002 unter dem Namen Sierra Nevada-Cannondale gegründet. Im nächsten Jahr war Clif Bar der Co-Sponsor und seit 2005 ist Kodakgallery.com der Hauptsponsor mit der Brauerei Sierra Nevada als zweitem Namensgeber. Seit 2005 besaß die Mannschaft auch eine UCI-Lizenz als Continental Team und nahm damit hauptsächlich an Rennen der UCI America Tour teil. Manager war Kurt Stockton, der von seinem Sportlichen Leiter Robin Zellner unterstützt wird.
Das Team wurde 2008 nicht mehr bei der UCI registriert.

## Saison 2007

### Erfolge in des UCI Continental Circuits
In den Rennen des UCI Continental Circuits gelangen die nachstehenden Erfolge.
| Datum    | Rennen                      | Fahrer           |
| -------- | --------------------------- | ---------------- |
| 22. Mai  | 3. Etappe FBD Insurance Rás | Dominique Rollin |
| 25. Mai  | 6. Etappe FBD Insurance Rás | Dominique Rollin |
| 26. Mai  | 7. Etappe FBD Insurance Rás | Dominique Rollin |
| 12. Juni | 1. Etappe Tour de Beauce    | Mark Walters     |

### Mannschaft
| Name             | Geburtstag       | Nationalität       | Team 2008                    |
| ---------------- | ---------------- | ------------------ | ---------------------------- |
| Jesse Anthony    | 12. Juni 1985    | Vereinigte Staaten | Team Type 1                  |
| Skyler Bishop    | 23. Mai 1983     | Vereinigte Staaten |                              |
| Jamiel Danesh    | 12. April 1977   | Vereinigte Staaten |                              |
| Mike Dietrich    | 29. Mai 1981     | Vereinigte Staaten |                              |
| Pete Lopinto     | 9. Januar 1980   | Vereinigte Staaten |                              |
| Cody O’Reilly    | 24. Januar 1988  | Vereinigte Staaten | Successfulliving.com-Parkpre |
| Ben Raby         | 30. Juni 1980    | Vereinigte Staaten |                              |
| Dominique Rollin | 29. Oktober 1982 | Kanada             | Toyota-United                |
| Josh Thornton    | 16. Februar 1979 | Vereinigte Staaten |                              |
| Dan Timmerman    | 24. Juni 1980    | Vereinigte Staaten | Team Race Pro                |
| Ryan Trebon      | 5. März 1981     | Vereinigte Staaten | Kona                         |
| Mark Walters     | 15. Februar 1976 | Kanada             | Team Race Pro                |

## Platzierungen in UCI-Ranglisten
UCI America Tour
| Saison | Mannschaftswertung | Fahrerwertung          |
| ------ | ------------------ | ---------------------- |
| 2005   | 6.                 |                        |
| 2006   | 9.                 |                        |
| 2007   | 13.                | Dominique Rollin (16.) |

UCI Oceania Tour
| Saison | Mannschaftswertung | Fahrerwertung         |
| ------ | ------------------ | --------------------- |
| 2005   | 10.                |                       |
| 2006   | 6.                 | Dominique Perras (5.) |
| 2007   | 15.                |                       |